# Sociedade bíblica
Sociedade bíblica é uma organização sem fins lucrativos (geralmente ecumênica), dedicada a traduzir, publicar, distribuir a Bíblia, a custos acessíveis e defender a sua credibilidade e confiabilidade na vida cultural contemporânea.